# Gramatura papieru
Gramatura papieru – masa (pot. „ciężar”) wyrobu papierniczego wyrażona w gramach na metr kwadratowy czy dawniej (w krajach anglosaskich) w funtach na ryzę.
Pośrednio parametr ten przekłada się na grubość papieru: najczęściej papier o gramaturze 100 g/m² ma grubość 0,1 mm (z dokładnością ok. 20%). Dokładna grubość zależy jednak od jego wolumenu i np. w przypadku tzw. papierów objętościowych ten przelicznik nie ma już zastosowania.
W przypadku papieru na okładki, foldery, opakowania itp., wrażenie większej gramatury (a więc papieru grubszego, sztywniejszego) osiągnąć można przez lakierowanie lub laminowanie.
Gramaturę określa się przez pomiar masy próbki papieru o określonej powierzchni. Próbkę przed pomiarem powinno poddać się klimatyzacji w pomieszczeniu o temperaturze 23±1 °C i wilgotności względnej 50±2%.